# Dálnice 92 (Izrael)
Dálnice 92, přesněji spíš Silnice 92 (hebrejsky: 92 כביש, Kviš 92) je silniční spojení nikoliv dálničního typu (absence vícečetných jízdních pruhů a mimoúrovňových křižovatek) v severním Izraeli a na Golanských výšinách, o délce 24 kilometrů.

## Trasa silnice

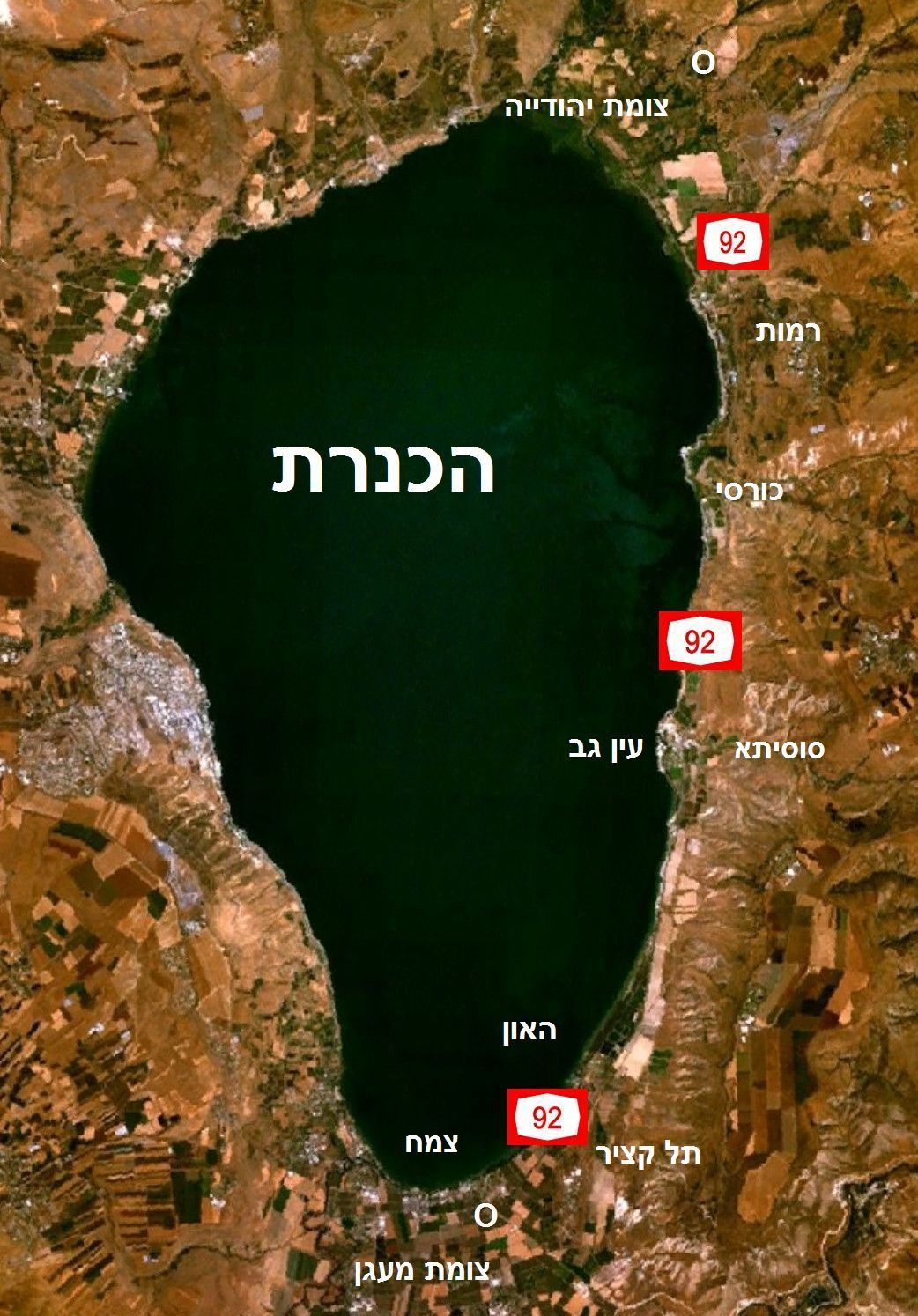
Mapa trasy dálnice číslo 92

Začíná na jižním břehu Galilejského jezera, kde poblíž obce Ma'agan odbočuje ze severojižní dálnice číslo 90. Stáčí se pak k severu a sleduje východní břeh Galilejského jezera. Za vesnicí Ejn Gev vstupuje na území Golanských výšin, ale stále setrvává v nížině při březích jezera. Končí na jeho severovýchodním okraji, poblíž vodního toku Nachal Jehudija, kde ústí do dálnice číslo 87.